# シンガポール・オープン (男子テニス)
シンガポール・オープン (Singapore Open)は、1989年から1999年にかけてシンガポールのナショナルスタジアムで開催されていたATPツアートーナメント大会である。サーフェスはハードコート。開催初年の1989年から1992年までは4月に開催されていたが、1993年から1995年にかけて3年間の開催中止を挟み、1996年に大会が復活してから1999年に大会が終了するまでの4年間は10月に開催されていた。

## 大会歴代優勝者

### 男子シングルス
| 年        | 優勝                   | 準優勝                   | 試合結果      |
| --------- | ---------------------- | ------------------------ | ------------- |
| 1989      | ケリー・ジョーンズ     | アモス・マンスドルフ     | 6-1, 7-5      |
| 1990      | ケリー・ジョーンズ     | リチャード・フロムバーグ | 6-4, 2-6, 7-6 |
| 1991      | ヤン・シーメリンク     | ギラド・ブルーム         | 6-4, 6-3      |
| 1992      | サイモン・ヨール       | ポール・ハーフース       | 6-4, 6-1      |
| 1993–1995 | 未開催                 | 未開催                   | 未開催        |
| 1996      | ジョナサン・スターク   | マイケル・チャン         | 6-4, 6-4      |
| 1997      | マグヌス・グスタフソン | ニコラス・キーファー     | 4-6, 6-3, 6-3 |
| 1998      | マルセロ・リオス       | マーク・ウッドフォード   | 6-4, 6-2      |
| 1999      | マルセロ・リオス       | ミカエル・ティルストロム | 6-2, 7-6      |

### 男子ダブルス
| 年        | 優勝                                              | 準優勝                                                | 試合結果      |
| --------- | ------------------------------------------------- | ----------------------------------------------------- | ------------- |
| 1989      | リック・リーチ ジム・ピュー                       | ポール・チェンバレン ポール・ウェケサ                 | 6-3, 6-4      |
| 1990      | マーク・クラッツマン ジェイソン・ストルテンバーグ | ブラッド・ドレウェット トッド・ウッドブリッジ         | 6-1, 6-0      |
| 1991      | グラント・コネル グレン・ミチバタ                 | ステファン・クルーガー クリスト・ヴァン・レンズバーグ | 6-4, 5-7, 7-6 |
| 1992      | トッド・ウッドブリッジ マーク・ウッドフォード     | グラント・コネル グレン・ミチバタ                     | 6-7, 6-2, 6-4 |
| 1993–1995 | 未開催                                            | 未開催                                                | 未開催        |
| 1996      | トッド・ウッドブリッジ マーク・ウッドフォード     | マルティン・ダム アンドレイ・オルホフスキー           | 7-6, 7-6      |
| 1997      | マヘシュ・ブパシ リーンダー・パエス               | リック・リーチ ジョナサン・スターク                   | 6-4, 6-4      |
| 1998      | トッド・ウッドブリッジ マーク・ウッドフォード     | マヘシュ・ブパシ リーンダー・パエス                   | 6-2, 6-3      |
| 1999      | マックス・ミルヌイ エリック・タイノ               | トッド・ウッドブリッジ マーク・ウッドフォード         | 6-3, 6-4      |